# Sarothruridae
Sarothruridae je čeleď menších až středně velkých ptáků z řádu krátkokřídlých. Její zástupci žijí na Madagaskaru, v subsaharské Africe, na Nové Guineji a Molukách.

## Systematika
Zástupci čeledi Sarothruridae byli ještě nedávno (2003) uváděni jako součást čeledi chřástalovití (Rallidae). Moderní taxonomie je však považuje za samostatnou čeleď. Podle analýzy DNA z roku 2019 je sesterskou skupinou čeleď Aptornithidae, což je dnes již vymřelá skupina nelétavých těžkých ptáků z Nového Zélandu. Tyto dva klady se od sebe oddělily již někdy před ~39,6 miliony lety. Zmíněná studie zároveň potvrdila, že rod Mentocrex patří k Sarothruridae.
K roku 2023 se rozeznávají následující druhy:
- rod Sarothrura
  - chřástal běloskvrnný (Sarothrura pulchra)
  - chřástal žlutoskvrnný (Sarothrura elegans)
  - chřástal kaštanovoprsý (Sarothrura rufa)
  - chřástal čárkovaný (Sarothrura lugens)
  - chřástal Böhmův (Sarothrura boehmi)
  - chřástal rezavoocasý (Sarothrura affinis)
  - chřástal ostrovní (Sarothrura insularis)
  - chřástal Ayresův (Sarothrura ayresi)
  - chřástal Watersův (Sarothrura watersi)
- rod Mentocrex
  - chřástal šedotemenný (Mentocrex kioloides)
  - Mentocrex beankaensis
- rod Rallicula
  - chřástal pralesní (Rallicula leucospila)
  - chřástal novoguinejský (Rallicula rubra)
  - chřástal Forbesův (Rallicula forbesi)
  - chřástal Mayrův (Rallicula mayri)

## Popis

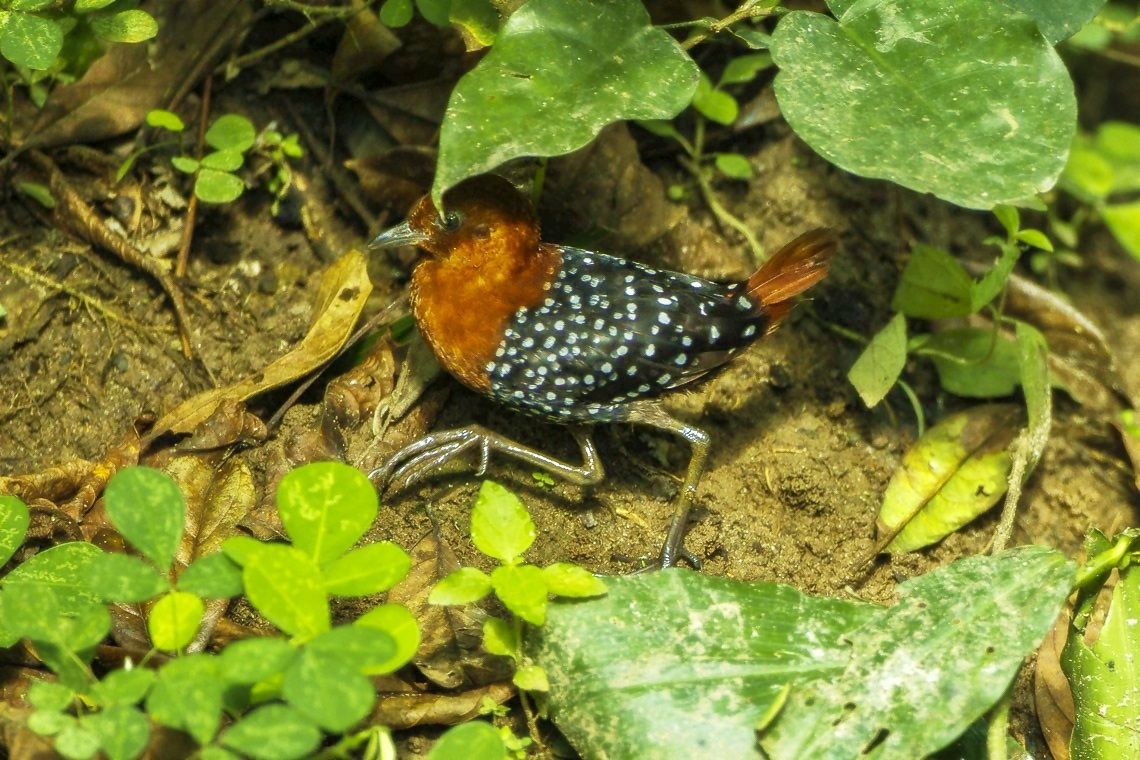
chřástal běloskvrnný, Sarothrura pulchra

Jedná se o ptáky poměrně malého vzrůstu – jejich délka těla dosahuje kolem 14–17 cm a váha se pohybuje kolem 30–60 g. Mají buclaté tělo s krátkým zobákem, krátkým rozčepýřeným ocasem, silnýma nohama a krátkými zakulacenými křídly.

## Biologie
Čeleď zahrnuje slabě prostudované druhy. Vyskytují se totiž v těžko dostupných oblastech a žijí skrytým způsobem života. Hlavní složkou jejich jídelníčku jsou bezobratlí živočichové včetně plžů, jídelníček občas doplňují malými obratlovci jako jsou žáby, případně semínka a rostliny. Jsou patrně většinou monogamní, hnízdo si staví z chrastí a dalšího rostlinného materiálu. Samice kladou 2–6 vajec. Inkubují samec i samice. Mláďata opouští hnízdo krátce po narození a přinejmenším u některých druhů se o ně starají oba partneři.

## Rozšíření a ohrožení
Žijí převážně v subsaharské Africe a na Madagaskaru. Zástupci rodu Rallicula se vyskytují na Nové Guineji a Molukách. Většina druhů vyhledává bažinaté a záplavové travnaté oblasti, další druhy obývají husté křoviny a lesy.
Hlavní ohrožení představuje destrukce habitatu za účelem zabrání půdy pro zemědělství, lesnictví a výstavbu. Přinejmenším některé druhy jsou ohroženy lovem.